# Herbert Wright
Pour les articles homonymes, voir Wright.
Herbert Wright (né le 9 novembre 1947 à Columbus dans l'Indiana et décédé le 24 août 2005  à Woodland Hills en  Californie) était un écrivain et producteur de science-fiction

## Filmographie (producteur)
- Night Gallery (1972-1973), série TV
- Rick Hunter (1984), série TV
- Star Trek : La Nouvelle Génération (Star Trek: The Next Generation) (1987-1988 et 1992), série TV

### Liens
- « Herbert Wright » (présentation), sur l'Internet Movie Database